# 木兰山
木兰山是大别山南延余脉:11，位于湖北省武汉市黄陂区城北30公里:58的仙河东岸，距武汉70公里。木兰山主峰海拔六百余米，占地面积三十平方公里:58，是中国国家5A级旅游景区，中国国家地质公园。
远眺木兰山，形似雄狮，故古称青狮山。又称牛头山、建明山:58。《湖北通志》、《黄州府志》等文献指，南齐永明三年（485年）即有木兰山之名:11。或说明朝万历三十七年（1609年），改名木兰山:58。木兰山之名来源于传说的巾帼英雄朱木兰。木兰山古建筑群为湖北省文物保护单位:12。